# Jan IV van Arkel (1085-1143)
Jan IV van Arkel (ca. 1085 - 1143) was heer van Arkel uit de eerste generatie van het huis van Arkel.
Hij was een zoon van Jan III van Arkel en Adelheid van Heusden. Er is maar weinig bekend over Jan IV's regeerperiode. Hij neemt mogelijk deel aan de diverse acties tegen de Friezen in 1132 en 1133. Hij huwde met (Aleidis) van der Aare of Elisabeth van der Lippe en kreeg (minstens) een zoon en opvolger Jan V van Arkel met een van hen.